# Полезная нагрузка космического аппарата
Полезная нагрузка космического аппарата или полезный груз космического аппарата — это количество, тип или масса полезного оборудования, ради которого создается или запускается данный космический аппарат. В технической литературе обычно используются сокращения этого термина: ПН (Полезная нагрузка).
Необходимо учитывать, что «вес, выводимый на орбиту» (например, спутник связи) и «вес, доставляемый к МКС» — это разные вещи. Ведь при доставке к МКС необходимо доставить на орбиту собственную двигательную установку космического корабля (вместе с топливом для неё), систему управления, сам корпус космического корабля и т. д. Так, например, масса КК «Прогресс» составляет чуть больше 7 тонн, но до МКС «долетает» обычно всего 2,5 тонны груза из выведенных на орбиту 7 тонн.
Поэтому, в зависимости от типа космических аппаратов, существует два толкования этого термина: ПН космических аппаратов и ПН ракет-носителей. Используя пример с КК «Прогресс», ПН «Прогресса» составляет 2,5 тонны, в то время как ПН ракеты-носителя — 7 тонн.

## Модуль полезной нагрузки КА

Космическая платформа и модуль полезной нагрузки

Применительно к космическим аппаратам, термин ПН относится к массе модуля полезной нагрузки или типу используемого оборудования. Практически все современные космические аппараты строятся на основе двух составных частей: модуля служебных систем и модуля полезной нагрузки.
- В «Модуль Служебных Систем (МСС)», который также называют «космическая платформа», входят все служебные системы спутника: все двигатели и горючее для них, система энергоснабжения, система управления движением, ориентации и стабилизации, система терморегулирования, бортовой компьютер и другие вспомогательные системы.
- «Модуль Полезной Нагрузки» (МПН) обычно включает отсек для установки оборудования выполняющего функции, для которых данный КА был создан. Обычно платформы оптимизируются под массу выводимой полезной нагрузки, что в свою очередь определяет массу всего КА и мощность системы энергоснабжения.

Для телекоммуникационных спутников, в модуль полезной нагрузки входят все транспондеры и часть ретрансляционных антенн, используемых на этом спутнике. Антенны, которые служат для телеметрии не являются частью полезной нагрузки и относятся к платформе.
На КА, предназначенном для научных исследований, полезный груз составляют все научные приборы этого исследовательского аппарата, фото- и видео камеры. Антенны в этом случае не считаются полезным грузом, так как они осуществляют сервисную функцию передачи собранных данных на Землю и поэтому являются частью платформы.
При производстве современных телекоммуникационных платформ, таких как Спейсбас или Экспресс, МПН изготавливается отдельно от МСС и общая интеграция производится в последний момент (англ.  mating).

### Устройство типичного модуля полезной нагрузки

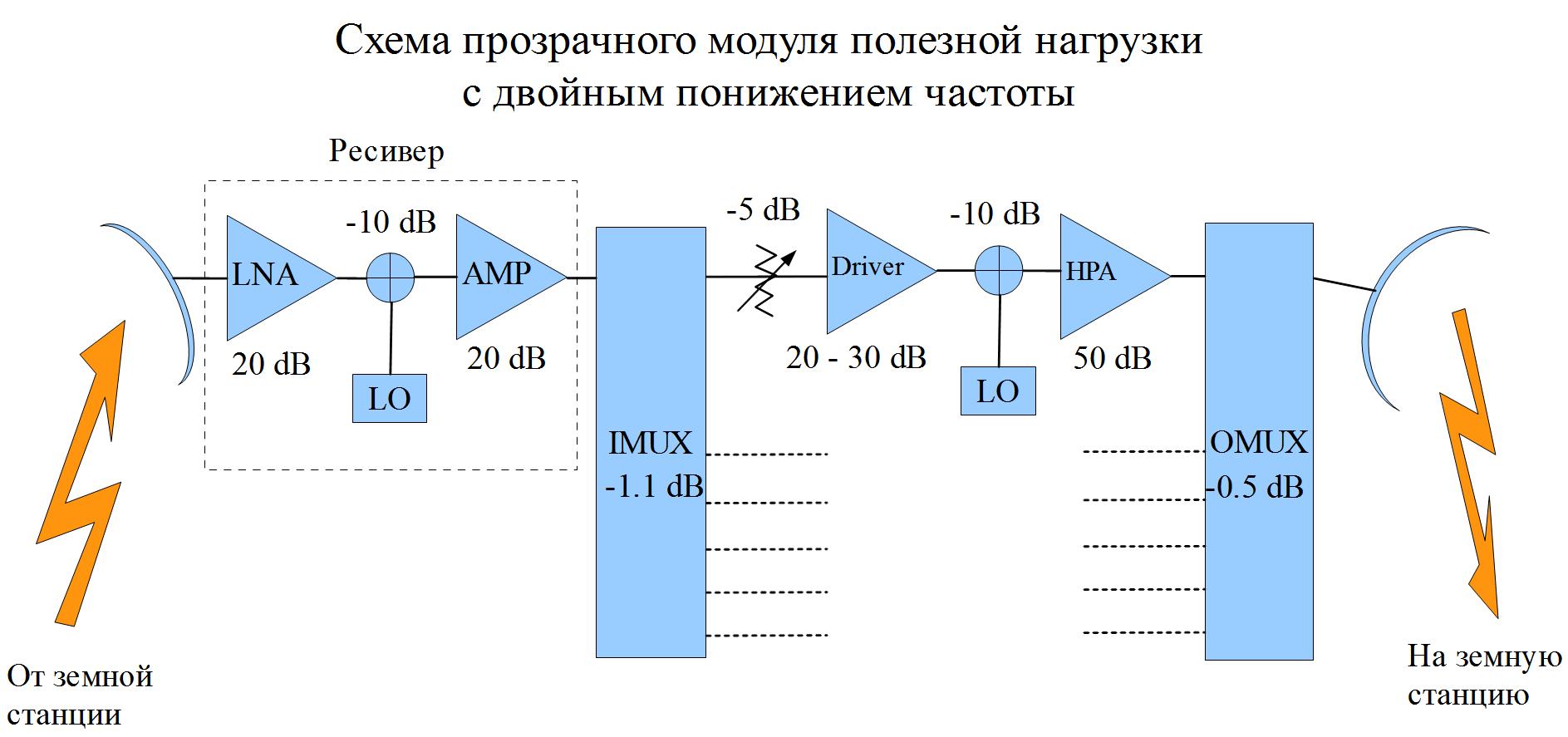
Схема прозрачного модуля полезной нагрузки телекоммуникационного спутника с двойным понижением частоты

В современных спутниках связи, полезной нагрузкой обычно являются ретрансляторы прозрачного типа (англ.  transparent или bent-pipe), то есть на борту осуществляется простое изменение (понижение) частоты, усиление и ретрансляция сигнала, без предварительного демодулирования. Преимущество этого подхода в простоте системы и её лучшей приспособленности к изменению стандартов на Земле: даже при смене типа модуляции или стандартов передаваемого сигнала (например DVB-S2 вместо DVB-S) система продолжает успешно работать. Для ретрансляторов работающих в C- и Ku-диапазонах обычно используется однократное понижение частоты, в то время как для систем в более высоких диапазонах (Ka- и Q/V-) — двойное понижение.
В системах с предварительной демодуляцией и последующей ремодуляцией сигнала (англ.  on board processing (OBP)), можно достигнуть лучшего отношения сигнал/шум, производить высокоэффективную маршрутизацию сигналов и смешивать сигналы различных типов. В то же время, стоимость таких систем значительно выше простых прозрачных систем и эффективность сильно зависит от возможности перепрограммирования оборудования. Такая возможность в настоящее время сильно ограничена из-за более медленного развития систем с защитой от высокоэнергетического радиоизлучения.

### Отношение ПН к общей массе КА

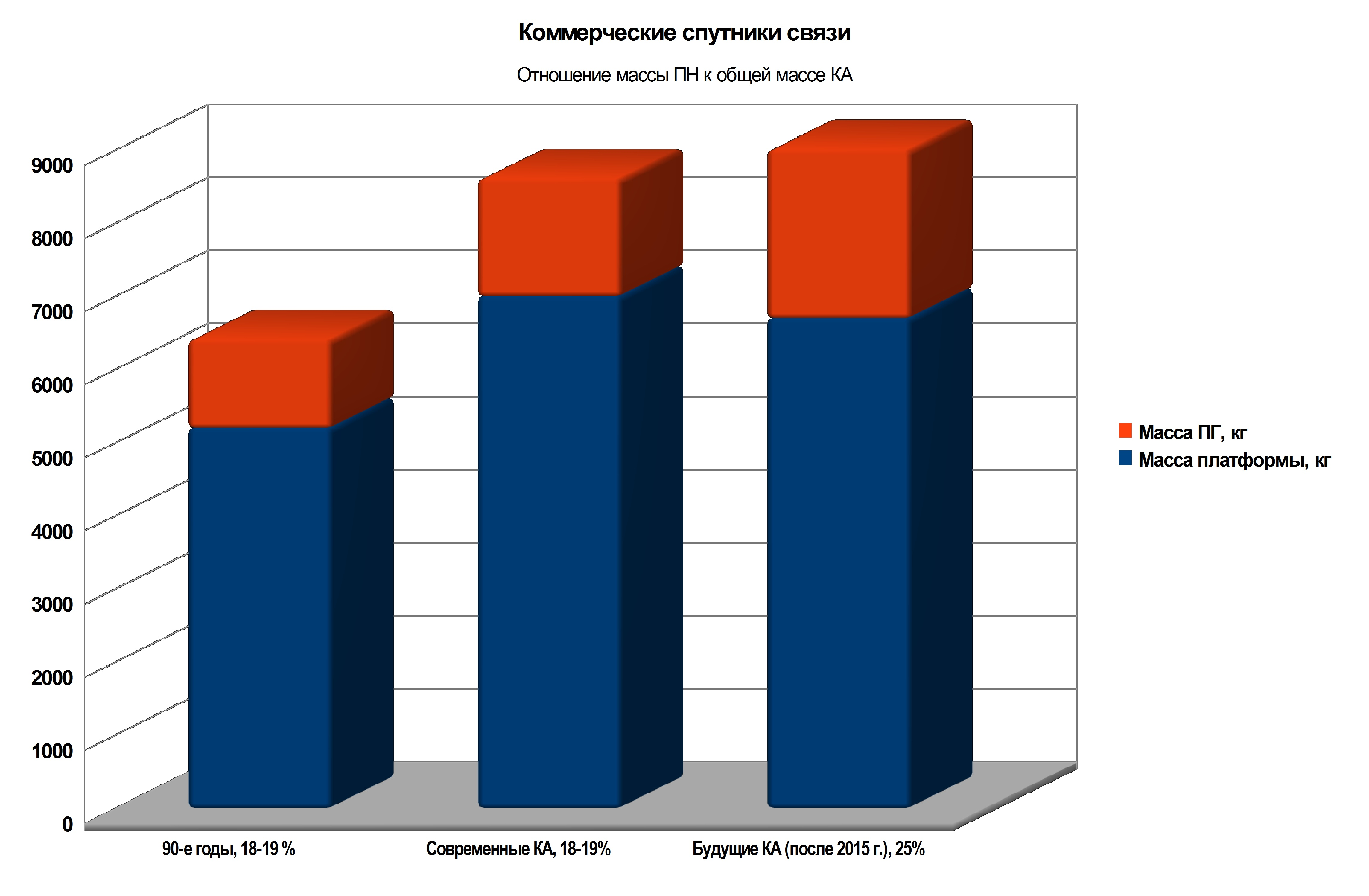
Отношение массы полезного груза коммерческих телекоммуникационных спутников к общей массе КА

Одним из важнейших параметров является отношение массы ПН к общей массе КА. Очевидно, что чем лучше это соотношение, тем эффективнее могут быть выполнены задачи миссии. Обычно грузоподъемность ракеты-носителя определяет максимальную массу КА на орбите. Таким образом, чем меньше весит платформа, тем больше полезного груза может быть доставлено на заданную орбиту.
В настоящее время это отношение составляет примерно 18-19 % для современных тяжелых телекоммуникационных платформ, таких как Спейсбас или Экспресс 2000. Основной технологической проблемой является энергетическая стоимость повышения орбиты с геопереходной до геостационарной. КА должны нести большое количество горючего для повышения орбиты (до 3 тонн и больше). Кроме того, ещё 400—600 кг используется для удержания спутника на заданной орбите за все время активной эксплуатации.
В недалеком будущем, широкое использование электрических ионных двигателей, а также уменьшение массы солнечных батарей и аккумуляторов должно привести к улучшению этого соотношения до 25 % и более. Например, электрический ионный двигатель фирмы Boeing XIPS25, использует всего лишь 75 кг горючего для удержания спутника на орбите в течение 15 лет. При возможном использовании этого двигателя для повышения и последующего удержания орбиты, можно сэкономить до 50 млн Евро (хотя в данный момент эта функция полностью не используется).

## Полезная нагрузка ракет-носителей
Для ракет-носителей, в качестве полезной нагрузки выступают спутники, космические корабли (с грузами, либо с космонавтами) и т. д. В этом случае, термин «полезная нагрузка» означает полную массу КА выводимого на заданную орбиту. То есть масса корпуса КА и горючего на борту выводимого КА также считается полезной нагрузкой.
Необходимо различать массу ПН на различных орбитах. В общем случае, любая ракета-носитель выводит больше груза на низкую опорную круговую орбиту высотой 200 км, чем на высокоэнергетические орбиты (бо́льшей высоты). Так, РН Протон-М выводит до 22 тонн на опорную орбиту (в трехступенчатом варианте, без разгонного блока), более 6,0 тонн на геопереходную и до 3,7 тонны на геостационарную орбиту (в четырёхступенчатом варианте, с разгонным блоком Бриз-М или ДМ).

### Стоимость доставки грузов на орбиту
Стоимость доставки грузов на орбиту в разных источниках довольно сильно отличается. Часто цифры даны в разных валютах, относятся к разным годам (год определяет как инфляцию, так и мировую конъюнктуру стоимости пусков), относятся к запускам на разные орбиты, некоторые из цифр характеризуют себестоимость пуска по факту «сухой» стоимости ракеты-носителя, другие источники дают стоимость пуска для заказчика, при этом источник не поясняет какая из цифр приведена. Регулярно не учитывается стоимость работы наземных служб, и тем более — страхования, стоимость которого может очень сильно отличаться в зависимости от статистики отказов ракеты. Поэтому сравнивать стоимость пуска ракеты-носителя нужно крайне осторожно, и в открытой информации можно увидеть лишь приблизительные значения.
Современные средства:
| «Зенит-2/3SL» | 2 567 — 3 667                                                                              | 35 — 50                             | 13,7                                                                                                 | |
| «Спейс шаттл» | 13 000 — 17 000                                                                            | 500                                 | 24,4                                                                                                 | До $40–50 тыс./кг при частичной загрузке в 10 тонн. Максимальная масса, доставляемая на орбиту, — около 120—130 тонн (вместе с кораблём), максимальная масса груза, возвращаемого на Землю, — 14,5 тонн. |
| «Союз-2»      | 4 242 — 11 265                                                                             | 35 48,5 (с РБ «Фрегат»)             | 9,2 (НОО с ГКЦ) 8,7 (НОО с космодрома «Восточный») 3,2 (ГПО с ГКЦ) 2,0 (ГПО с космодрома «Восточный» | До $25 тыс./кг на ГСО. Максимальная масса полезной нагрузки при использовании ТГК «Прогресс» — около 2,5 тонн. Максимальный груз который можно взять в корабль «Союз ТМА», запускаемый РН «Союз» — около 300 кг. В случае использования для вывода спутников, стоимость запуска: - В 2002 году составляла $35–40 млн; - С космодрома Куру — от 40 до 60 млн € за старт. |
| «Восток»      | 3460                                                                                       | 16.4                                | 4,73                                                                                                 | 17-го марта 1988 года РН «Восток» (более ранняя модификация) был выведен на орбиту индийский спутник дистанционного зондирования Земли IRS-1A. Стоимость запуска составила $7.5 млн. Такая низкая стоимость обусловлена тем, что требовалось привлечь потенциальных заказчиков. С 1991 года выведена из эксплуатации. С учётом инфляции на 2020 год это $16.4 млн. |
| «Протон-М»    | 2743 (НОО) 10 236 — 11 023 (ГПО)                                                           | 65 80 (с РБ «Бриз-М»)               | 22.4 (НОО, 200 км, i=51.6°) 23.7(НОО, 180 км, i=51.5°) 6,3 (ГПО)                                     | Стоимость запусков изменяется с годами: - В 1999 году стоимость ракеты-носителя «Протон-К» с блоком ДМ составляла $70–90 млн; - В 2005 году себестоимость «Протон-К» по данным газеты "Коммерсантъ" составляла 800 млн руб., а «Протон-М» — 900 млн руб. ($36–40 млн); - В 2008 году стоимость на ГПО — «Протон-М» с разгонным блоком «Бриз-М» — составляла $100 млн; - C началом мирового экономического кризиса в 2008 году, обменный курс рубля к доллару снизился на 33 %, что привело к снижению стоимости запуска до примерно $80 млн; - В 2010 году стоимость составляла около $70–100 млн в зависимости от конфигурации; - В 2012 году общая стоимость РН «Протон-М» с РБ «Бриз-М» для федеральных заказчиков составляла порядка 2,4 млрд рублей (около $80 млн). Эта цена складывается из самой РН «Протон» (1,348 млрд), РБ «Бриз-М» (420 млн), доставки компонентов на Байконур (20 млн) и комплекса услуг по запуску (570 млн). 2,84 млрд рублей в ценах 2013 года. - В 2013 году стоимость ракеты без РБ «Бриз-М» для государственных заказчиков без учёта транспортировки на космодром и услуг по запуску составляла 1,5 млрд руб. (около $46 млн); - В дальнейшем стоимость повысилась до $90 млн; - В 2015 году стоимость была снижена до $70 млн. |
| «Атлас-5»     | 6 350 (НОО) 14 400 (ГПО)                                                                   | 187                                 | 9,75 — 29,42 (НОО) 4,95 — 13,00 (ГПО)                                                                | Только беспилотные спутники. |
| «Днепр»       | 2 703                                                                                      | 10                                  | 3,7                                                                                                  | Только беспилотные спутники. |
| «Ариан-5 ECA» | 13 330 — 15 000 (ГПО)                                                                      | 140 — 150                           | 10,5 (ГПО)                                                                                           | Данная версия ракеты не используется для вывода спутников на низкие орбиты. Стоимость запуска около 100 млн евро. При выводе одного спутника на ГПО грузоподъемность ракеты 10,5 тонн, при выводе двух спутников их общая масса может составлять до 10 тонн. |
| Falcon 9      | 2719 (НОО) 11 273 (ГПО)                                                                    | 62                                  | 22,8 (НОО в одноразовой конфигурации) 8,3 (ГПО в одноразовой конфигурации) 5,5 (ГПО)                 | Ракета-носитель с возвращаемой первой ступенью, что потенциально может снизить стоимость вывода полезной нагрузки. |
| Falcon Heavy  | 2 351 (НОО в одноразовой конфигурации) 5 618 (ГПО в одноразовой конфигурации) 11 250 (ГПО) | 90 150 (в одноразовой конфигурации) | 63,8 (НОО в одноразовой конфигурации) 26,7 (ГПО в одноразовой конфигурации) 8,0 (ГПО)                | Стоимость вывода на ГПО спутника массой до 8,0 тонн установлена на уровне 90 млн долларов США, таким образом стоимость вывода 1 кг полезной нагрузки составит 11 250 долларов. |

Разрабатываемые средства следующего поколения (планируемые цифры по курсу рубля и доллара 90-х годов, без учёта многомиллиардных расходов на разработку и испытания):
- МАКС — $1–2 тыс./кг
- Skylon — $1–2 тыс./кг

Однако следует учитывать, что основная стоимость вывода полезной нагрузки на орбиту заключается в стоимости создания и подготовки к запуску одноразовой ракеты-носителя. К примеру, по фактору топлива стоимость вывода на низкую околоземную орбиту для современных носителей составляет порядка 20-50 $/кг.
Роскосмос отказался от приобретения украинских ракет «Зенит», так как за ракеты была предложена давно сформированная цена, заранее заложенная в бюджет, — около 1,2 млрд руб. за ракету. Однако украинских партнёров предложение не устроило, они попросили больше — порядка 1,4 млрд руб. При таких условиях сделка теряла смысл, поскольку за 1,5 млрд руб. Роскосмос может заказать изготовление «Протона» — носителя бо́льшей грузоподъёмности.